# Resolució 402 del Consell de Seguretat de les Nacions Unides
La Resolució 402 del Consell de Seguretat de les Nacions Unides, fou aprovada el 22 de desembre de 1976. Després d'escoltar el ministre d'Afers Exteriors de Lesotho, el Consell va expressar la seva preocupació per la decisió de Sud-àfrica de tancar la frontera amb Lesotho en moltes zones en un intent de pressionar el país perquè reconegués la "independència" del bantustan de Transkei. Després de recordar les resolucions anteriors, el Consell va elogiar a Lesotho per no reconèixer Transkei i va declarar que organitzaria assistència econòmica al país des de la pròpia organització i altres països per ajudar-lo a superar el bloqueig de Sud-àfrica.
La resolució va demanar al Secretari General de les Nacions Unides que vigilés la situació a la regió i que posteriorment informés al Consell de Seguretat.
No es van donar detalls sobre la votació, sinó que es va adoptar "per consens".